# Mercat de coneixement
Un mercat de coneixement (traducció de l'anglès knowledge market) es tracta d'un mecanisme social que s'encarrega d'identificar, satisfer i distribuir les demandes de coneixement mitjançant la combinació de l'activitat humana amb les Tecnologies de la Informació i la Comunicació amb l'objectiu d'organitzar el coneixement que hi ha en una comunitat. Els mercats de coneixement, a diferència dels mercats tradicionals, es caracteritzen per tractar béns immaterials i infinits. Tendeixen a utilitzar models de comunicació i mecanismes de mercat per mostrar la taxonomia de la informació i les seves relacions.
Podem trobar dues perspectives sobre el coneixement i de quina manera funcionen els mercats de coneixement. Una que funciona en un marc legal de propietat intel·lectual basat en l'economia de l'escassetat que es distribueix amb un mecanisme de mercat comercial tradicional, i l'altre, que tracta el coneixement com un bé públic sota la filosofia de compartir, de la cooperació i l'abundància.

## Història
Una economia de coneixement inclou el concepte d'intercanviar productes i serveis basats en el coneixement. Tanmateix, com diu Stewart (1996)., el coneixement té característiques molt diferents de les dels productes físics: 1)Pot ser en més d'un lloc en un mateix moment. 2)La venda no disminueix el subministrament ni la deterioració. 3)Aquests productes i serveis tenen un cicle de vida infinit. Entén que els mercats de coneixement estan començant a emergir i que són molt diferents en forma als mercats tradicionals.
Els mercats de coneixement han estat diversament descrits per Stewart (1996), Davenport i Prusak (1998)., i Simard (2000) com un mecanisme per permetre, soportar, i facilitar la mobilització, repartiment, o intercanvi d'informació i coneixement entre proveïdors i usuaris. Aquesta aproximació transaccional suposa que els productes i serveis basats en el coneixement estan disponibles per a la distribució, que algú vol utilitzar-los, i que el focus primari del mercat és el de connectar aquests dos actors.
La perspectiva d'usuaris-proveïdors és apropiada per les emergents xarxes socials "ideagoras" (Tapscott i Williams, 2006)., en el qual la funció primària del mercat és trobar solucions amb problemes o errades, i oferir solucions als problemes que no en tenen.
Els mercats de coneixement també poden ser seqüencials per naturalesa. Simard (2006) descriu un model de mercat de coneixement cíclic amb nou etapes(vegeu Serveis de Coneixement) que arrelen, avancen, o extreuen valor als productes i serveis de coneixement al llarg d'una cadena de valors. Les primeres cinc etapes són internes a les mateixes organitzacions de coneixement (producció i transferència) mentre les quatre últimes etapes són externes (intermediaris, clients, i usuaris).

## Serveis de coneixement
Els Serveis de coneixement són un concepte emergent que integren una direcció de coneixement, una organització de coneixement, i mercats de coneixement. Els Serveis de Coneixement són programes que proporcionen contingut basat (dades, informació, coneixement) en consultes organitzatives (p. ex., consells, respostes, facilitació),per trobar-se amb un usuari extern que vol satisfer les seves necessitats. Aquests es distribueixen mitjançant els mercats de coneixement.
St. Clair i Reich (2002) descriuen els serveis de coneixement interns com una aproximació que integra la gestió de la informació, direcció de coneixement, i aprenentatge estratègic a una funció àmplia d'empresa. Kalakota i Robinson (2003) i Thomas (2005) desenvolupaven arquitectures de servei orientades per al sector privat. El seu focus era transformar negocis al detall tradicionals desenvolupant plataformes amples d'empresa que donen suport a través de serveis d'atenció al client. RocSearch (2006) prendre una vista externa més àmplia, referint-se al naixement d'una indústria de serveis de coneixement que va més enllà dels avantatges de cost i temps dels tradicionals sectors de consultoria.
Hi ha quatre tipus de serveis de coneixement: generar contingut, desenvolupar productes, proporcionar ajuda, i compartir solucions. Els serveis de coneixement són modelats a partir d'una cadena de valor circular que comprèn nou etapes que incrusten, avancen, o extreuen valor als productes i serveis basats en el coneixement. Les etapes són: generar, transformar, dirigir, utilitzi internament, transferir, relacionar/millorar, utilitzar professionalment, utilitzar personalment, i avaluar. També se segmenta per categories de receptors, amb nivells associats de distribució, interaccions, complexitat de contingut, i canals. Les categories són: únic (una vegada només), complex (ciència), tècnic (enginyeria), especialitzat (professional), simplificat (popular), i obligatori (tothom).

## Mercats de coneixement a Internet
A Internet es poden trobar una gran quantitat de serveis basats en la naturalesa dels mercats de coneixement. La majoria d'aquests els coneixem com a serveis de preguntes i respostes i poden adoptar diverses formes de funcionament (AllExperts, Answers, Answerly, Ask, ChaCha, Experts-Exchange, Facebook Answers, Formspring, JustAnswers, Mahalo Answers, Mancx, Quora, StackOverflow, Uclue, Yahoo! Answers...). Els podem classificar segons: tipologia, caràcter i pagament/recompensa.
La classificació per tipologia respon al tipus de contingut que es pot trobar i quin tipus d'usuaris hi participen. Es poden distingir tres tipus:
- Panell d'experts: Experts en temàtiques responen a les teves preguntes. Aquests acostumen a ser de pagament. Just Answers, Experts-Exchange, Allexperts...
- Agregadors: Sintetitza i ajunta informació de múltiples llocs web. Ask, Answers...
- Fonts creuades (Crowd Sourced): La comunitat (usuaris) ofereix respostes a les preguntes plantejades. Quora, Yahoo! Answers...

També es pot fer una distinció entre serveis de caràcter vertical, especialitzats en una temàtica o matèria, tal com StackOverflow (comunitat dedicada a la programació) o serveis de caràcter horitzontal que admet qualsevol tipus de contingut.
Finalment es pot fer una classificació segons el sistema de pagament/recompensa dels serveis:
1. Gratuït: Sistema de fonts creuades (Crous Sourced). Es recompensa als usuaris mitjançant l'augment de la reputació a través de sistemes de votació i valoració dels continguts aportats.
2. De pagament: Els usuaris han de pagar diners per entrar a la comunitat.
3. Híbrid: Els usuaris poden realitzar preguntes gratuïtes i oferir una recompensa monetària per les respostes obtingudes.
4. Subvencionat: És gratuït per l'usuari però els investigadors reben recompenses monetàries per generar respostes.

Classificació dels serveis més representatius (castellà):